# فوکر دی.۱۴
فوکر دی.۱۴ (به انگلیسی: Fokker D.XIV) یک هواپیمای ساختِ فوکر است. این هواپیما در ۲۸ مارس ۱۹۲۵ میلادی نخستین پرواز خود را انجام داد.